# Balkan International Basketball League 2011-2012
La Balkan International Basketball League 2011-2012 fu la 4ª edizione della Lega Balcanica. La vittoria finale fu ad appannaggio degli israeliani dell'Hapoel Gilboa Galil Elyon sui bulgari del Levski Sofia.
Per la prima volta alla competizione parteciparono squadre israeliane.

## Squadre partecipanti
| Bulgaria - Levski Sofia - Rilski Sportist     | Israele - Hapoel Tel Aviv - Hap. Gilboa G.E. | Montenegro - Mornar Bar - Ulcinj          | Bosnia ed Erzegovina - Zrinjski Mostar |
| Macedonia del Nord - Kavadarci - Torus Skopje | Romania - BCM Timișoara                      | Serbia - OKK Belgrado - Napredak Kruševac |                                        |

## Regular season

### Gruppo A
|    | Squadre                 | G  | V | P | PF  | PS  | Dif  | Pt |
| -- | ----------------------- | -- | - | - | --- | --- | ---- | -- |
| 1. | Hapoel Gilboa           | 10 | 9 | 1 | 819 | 696 | +123 | 19 |
| 2. | Mornar Bar              | 10 | 6 | 4 | 792 | 800 | −8   | 16 |
| 3. | Rilski Sportist Samokov | 10 | 6 | 4 | 783 | 779 | +4   | 16 |
| 4. | BCM Timisoara           | 10 | 5 | 5 | 786 | 754 | +32  | 15 |
| 5. | OKK Belgrado            | 10 | 2 | 8 | 743 | 802 | −59  | 12 |
| 6. | KK Torus                | 10 | 2 | 8 | 726 | 818 | −92  | 12 |

### Gruppo B
|    | Squadre           | G  | V  | P | PF  | PS  | Dif | Pt |
| -- | ----------------- | -- | -- | - | --- | --- | --- | -- |
| 1. | Levski Sofia      | 10 | 10 | 0 | 722 | 635 | +87 | 20 |
| 2. | Hapoel Tel Aviv   | 10 | 8  | 2 | 751 | 696 | +55 | 18 |
| 3. | Feni Industries   | 10 | 5  | 5 | 698 | 680 | +18 | 15 |
| 4. | Napredak Kruševac | 10 | 5  | 5 | 674 | 669 | +5  | 15 |
| 5. | Zrinjski Mostar   | 10 | 1  | 9 | 600 | 677 | −77 | 10 |
| 6. | Ulcinj            | 10 | 1  | 9 | 477 | 565 | −88 | 8  |

## Quarti di finale
Le seconde e le terze classificate si sfidano per determinare le ultime 2 squadre ad entrare nella final four, le prime vi accedono direttamente.
| Squadra 1               | Serie | Squadra 2       | Gara 1   | Gara 2 | Gara 3 * |
| ----------------------- | ----- | --------------- | -------- | ------ | -------- |
| Rilski Sportist Samokov | 1 − 2 | Hapoel Tel Aviv | 83−78    | 63−84  | 60−78    |
| Feni Industries         | 2 − 0 | KK Mornar Bar   | 92−85 OT | 83−82  | —        |

## Final Four
Dal 21 al 23 aprile
|  | Semifinali       | Semifinali       | Semifinali   |              |                  | Finale           | Finale | Finale |  |
|  |                  |                  |              |              |                  |                  |        |        |  |
|  | Hap. Gilboa G.E. | Hap. Gilboa G.E. | 88           |              |                  |                  |        |        |  |
|  | Hap. Gilboa G.E. | Hap. Gilboa G.E. | 88           |              |                  |                  |        |        |  |
|  | Hapoel Tel Aviv  | Hapoel Tel Aviv  | 72           |              |                  |                  |        |        |  |
|  | Hapoel Tel Aviv  | Hapoel Tel Aviv  | 72           |              | Hap. Gilboa G.E. | Hap. Gilboa G.E. | 89     |        |  |
|  |                  |                  |              |              | Hap. Gilboa G.E. | Hap. Gilboa G.E. | 89     |        |  |
|  |                  |                  | Levski Sofia | Levski Sofia | 84               |                  |        |        |  |
|  | Levski Sofia     | Levski Sofia     | Levski Sofia | Levski Sofia | 84               | 86               |        |        |  |
|  | Levski Sofia     | Levski Sofia     |              |              |                  |                  |        |        |  |
|  | Kavadarci        | Kavadarci        | 76           |              |                  |                  |        |        |  |

| Lega Balcanica 2012                 |
| ----------------------------------- |
| Hapoel Gilboa Galil Elyon 1º titolo |

## Squadra vincitrice
| N° | Naz.                   | Ruolo | Sportivo       |  | Alt. |  |
| -- | ---------------------- | ----- | -------------- |  | ---- |  |
| 4  | Israele (bandiera)     | P     | Ofir Fahri     |  | 189  |  |
| 5  | Israele (bandiera)     | P     | Avishai Gordon |  | 191  |  |
| 6  | Israele (bandiera)     | C     | Amit Beir-Katz |  | 208  |  |
| 7  | Israele (bandiera)     | P     | Nimrod Tishman |  | 198  |  |
| 8  | Israele (bandiera)     | G     | Dagan Yivzori  |  | 193  |  |
| 9  | Stati Uniti (bandiera) | AG    | Romeo Travis   |  | 200  |  |
| 10 | Stati Uniti (bandiera) | P     | Chaisson Allen |  | 192  |  |
| 11 | Israele (bandiera)     | AG    | Shiran Reuven  |  | 192  |  |
| 12 | Stati Uniti (bandiera) | AP    | Courtney Fells |  | 198  |  |
| 13 | Israele (bandiera)     | AG    | Ido Kozikaro   |  | 202  |  |
| 14 | Israele (bandiera)     | AG    | Yan Martin     |  | 203  |  |
| 15 | Stati Uniti (bandiera) | C     | Joseph Jones   |  | 203  |  |
| 21 | Stati Uniti (bandiera) | P     | Chris Thomas   |  | 185  |  |
|    | Israele (bandiera)     | All.  | Lior Lubin     |  |      |  |